# Asopos (Corinthie)
Pour les articles homonymes, voir Asopos.
L’Asopos, Asopus ou Asope (en grec ancien Άσωπός / Asôpós, « boueux ») est un fleuve de Corinthie situé dans le Péloponnèse. Il prend sa source dans la région de Phlionte, passe près de Sicyone et débouche dans le golfe de Corinthe. Il est associé au dieu-fleuve Asopos. 

## Mythe
Pausanias rapporte un curieux mythe :

« Entre autres contes que les Phliasiens et les Sicyoniens font sur leur fleuve, ils disent qu'il est étranger et n'a pas sa source dans le pays; que le Méandre, qui descend de Celænes à travers la Phrygie et la Carie, va se jeter dans la mer auprès de Milet, et se rend de là dans le Péloponnèse, où il forme l'Asope. »

— Pausanias, Description de la Grèce [détail des éditions] [lire en ligne], II, 5, 1.
Asôpos, comme tous les fleuves grecs, a été engendré par Océan et Téthys. De son union avec Ladon, naquirent 2 fils et 21 filles (dont Métopé). L'une des filles, Egine, fit l'objet d'un enlèvement par Zeus sous sa forme d'aigle. Le roi de Corynthe, Sisyphe, s'empressa d'apporter la nouvelle au dieu-fleuve, qui de colère et de rage, enfla ses eaux et dévasta toute la contrée. Zeus envoya le dénonciateur aux enfers et foudroya le père indigné, qui n'eut d'autres choix que de regagner son lit en toute hâte.  